# Rivière Kapaquatche
La rivière Kapaquatche est un affluent de la rive nord-ouest de la rivière Takwa (versant de la rivière Rupert via le lac Mistassini), coulant dans la municipalité de Eeyou Istchee Baie-James, dans la région administrative du Nord-du-Québec, au Québec, au Canada. 
La partie inférieure de la rivière coule à l'est des monts Warwick-Steeves, Neale et du Tait.
La vallée de la rivière Kapaquatche est desservie indirectement par la route 167 (sens nord-sud) venant de Chibougamau qui emprunte la partie supérieure de la vallée de la rivière Takwa pour remonter vers le nord.
La surface de la rivière Kapaquatche est habituellement gelée de la fin octobre au début mai, toutefois la circulation sécuritaire sur la glace se fait généralement de la mi-novembre à la fin d'avril.

## Géographie
Les bassins versants voisins de la rivière Kapaquatche sont :
- côté nord : lac du Magyar, rivière Tichégami ;
- côté est : rivière Toco, rivière Takwa, lac Léonard, lac de la Tillite, lac Samuel, lac Roxane, rivière Témiscamie, lac Béthoulat, lac Caouachigamau, rivière Témis ;
- côté sud : rivière Takwa, rivière Témiscamie, lac Mistassini, lac Albanel. Note : Les péninsules Ouachimiscau et du Dauphin sont situées au sud dans la partie nord-est du lac Mistassini ;
- côté ouest : lac Brideaux, rivière Chéno, rivière Pépeshquasati, rivière Neilson (rivière Pépeshquasati), ruisseau Holton (rivière Pépeshquasati), lac Baudeau.

La rivière Kapaquatche prend sa source d'une coulée entre deux montagnes (altitude : 767 m) situé à 6,6 km au nord-est du lac du Magyar, dans la réserve de Mistassini, près de la limite de la région administrative du Saguenay–Lac-Saint-Jean. Cette source de la rivière est située au sud-ouest de deux lacs à lacs à filaments, ainsi que d'un ensemble de lacs à la limite de partage des eaux, drainés aussi par la rivière Tichégami (côté Nord), rivière Toco (côté Sud) rivière Pépeshquasati (côté Ouest) et la rivière Kapaquatche (côté Est).
La source de la rivière Kapaquatche est situé à :
- m à l'ouest de la route 167 ;
- 2,8 km à l'ouest de la limite de la réserve de Mistassini ;
- 7,9 km au nord-ouest du cours de la rivière Toco ;
- 49,4 km au nord de l'embouchure de la rivière Kapaquatche (confluence avec la rivière Takwa) ;
- 61,9 km au nord de l'embouchure de la rivière Takwa (confluence avec le lac Mistassini) ;
- 131,3 km au nord-est de l'embouchure du lac Mistassini (tête de la rivière Rupert) ;
- 200 km au nord-est du centre du village de Mistissini (municipalité de village cri).

À partir du lac de tête (lac non identifié), le courant de la rivière Kapaquatche coule sur 54,1 km généralement vers le Sud, dans le secteur au nord-est du lac Mistassini, entièrement en zone forestière, selon les segments suivants :
- 26,6 km vers le sud relativement en ligne droite en passant à 2,9 km à l'est du lac du Magyar, en dévalant la montagne, jusqu'à la décharge (venant du nord-est) de lacs non identifiés ;
- 7,3 km vers le sud-ouest relativement en ligne droite, jusqu'à un ruisseau (venant du nord) ;
- 10,6 km vers le Sud, jusqu'aux Chutes Kapaquatche ;
- 3,7 km vers le Sud, jusqu'à un ruisseau (venant du nord-est) ;
- 5,9 km vers le sud en formant une courbe vers l'ouest, jusqu'à l'embouchure de la rivière[2].

L'embouchure de la rivière Kapaquatche (confluence avec la rivière Takwa) est située à :
- 16,8 km au nord-est de l'embouchure de la rivière Takwa (confluence avec le lac Mistassini) ;
- 84,9 km au nord-est de l'embouchure du lac Mistassini (entrée de la baie Radisson et début de la rivière Rupert) ;
- 142,1 km au nord-est du centre du village de Mistissini (municipalité de village cri) ;
- 209,1 km au nord du centre-ville de Chibougamau ;
- 187,2 km au nord-est de l'embouchure du lac Mesgouez lequel est traversé par la rivière Rupert ;
- 431 km au nord-est de la confluence de la rivière Rupert et de la baie de Rupert[2].

La rivière Kapaquatche se déverse sur la rive nord-ouest de la rivière Takwa. De là le courant coule vers le sud-ouest sur 23,1 km en suivant le cours de la rivière Takwa jusqu'à son embouchure. Cette dernière se déverse au fond d'une baie de la rive nord-est du lac Mistassini, face à la Pointe Normandin et à l'Île Sainte-Marie ; cette baie est bordée au sud-est par la péninsule du Dauphin et au nord-ouest par la péninsule Ouachumiscau. À partir de l'embouchure de la rivière Kapaquatche, le courant traverse le lac Mistassini sur 78,1 km vers le sud-ouest, notamment en contournant la péninsule Ouachimiscau et en traversant la chaine d'îles enlignée vers le sud-ouest dans le sens du lac. Puis le courant emprunte le cours de la rivière Rupert laquelle fait d'abord une boucle vers le nord, puis coule généralement vers l'ouest jusqu'à la baie de Rupert.

## Toponymie
Le toponyme « rivière Kapaquatche » a été officialisé le 5 décembre 1968 à la Banque des noms de lieux de la Commission de toponymie du Québec, soit à la création de cette commission.